# مقبرة 28
مقبرة 28 هي مقبرة مصرية قديمة تقع في وادي الملوك في جبانة طيبة في صعيد مصر. تتألف من بئر قصير يؤدي إلى غرفة واحدة مستطيلة الشكل. عرفت المقبرة منذ ثلاثينيات القرن التاسع عشر حيث ذكرها جون جاردينر ويلكنسون. في عام 1889، قال يوجين لوفيبور إنها تحتوي على أجزاء من مومياوات وأغلفتها. تم التنقيب عن المقبرة في التسعينيات بواسطة دونالد ب. ريان الذي وجد عظام ثلاثة أفراد، وشظايا من جرة كانوبية من الحجر الجيري، وعدة قطع خشبية، وفخار يعود إلى أوائل ومنتصف الأسرة الثامنة عشرة. من المحتمل أن يكون مالكها الأصلي من النبلاء، نظراً لقرب المقبرة من مقبرة تحتمس الرابع.

## روابط خارجية
- مشروع رسم خرائط طيبة: KV28 يتضمن خرائط تفصيلية لمعظم المقابر.